# Lynderup Kirke
Lynderup Kirke ligger i det kuperede terræn omkring Hjarbæk Fjord. Kirkens historie er tæt knyttet til den nærliggende herregård, Lynderupgaard, som kirken i flere århundreder har hørt under. Fra kirkens tårnrum kan man stadig ane de røde tage fra herregården, som gennem årene er blevet stadigt bedre skjult af træerne.
Slægterne Skram og Rosenkrantz ejede Lynderupgaard fra 1582 til 1601, og de to store malmstager i Lynderup Kirke er skænket af ægteparret. Familien har også på anden måde præget kirken: I 1577 rejstes en prægtig ligsten over “Stygge Rosenkrantz og hans hustru Marine Knobb”, som ejede godset fra 1565. Ligstenen findes i dag indmuret ved siden af alteret.
En anden af de tidlige ejere af Lynderupgaard var Verner Parsberg, der ejede godset fra 1607 til sin død i 1643. Hans navn står at finde nederst på den smukt forarbejdede renæssance-altertavle. Inskriptionen flankeres af Verner Parsbergs og hans hustru Agathe Seefelds våben med forbogstaverne W.P. og A.S.
Jens Reenberg var ejer af Lynderupgaard fra begyndelsen af 1700-tallet. Han skænkede kirkens nuværende klokke, der blev støbt af klokkestøber Caspar Kønic, Viborg. Fra omkring 1743 til 1763 var godsejer Johannes Juulson og hans hustru Maria Catharina Poulson ejere af Lynderupgaard, og tårnrummet i kirken fungerede helt frem til begyndelsen af det 20. århundrede som kapel for Juulson-familien.
På gulvet i rummet findes i dag en lille, revnet malmklokke fra 1600-tallet. Den fik sin plads i kirken i begyndelsen af 1980'erne, da det sidste medlem af Kieldsen-slægten solgte Lynderupgaard. Klokken er oprindelig en madklokke fra godset Hjermeslevgaard ved Brønderslev, men den fulgte med godsets datter, da hun giftede sig med den daværende ejer af Lerkenfeldt, Valdemar Daa – og siden forærede den efterfølgende ejer af Lerkenfeldt, etatståd Vincent Lerche, klokken til Vesterbølle Kirke.
Kirkens nuværende prædikestol er fra 1871. Den kom som en tiltrængt erstatning for den gamle, der var af sten og stod i det nordvestre hjørne af koret. Den nye prædikestol af træ blev malet med egetræsfarve, kanten blev polstret og beklædt med rødt uldfløjl og guldfrynser.
Familien Kieldsen på Lynderupgaard og Nørreris samt deres efterkommere fik i øvrigt i 1917 tinglyst ret til familiegravstedet på kirkegården. “Lad disse bene hvile i fred”, står der på en af de ældste gravsten.

## Eksterne kilder og henvisninger
- Lynderup Kirke hos KortTilKirken.dk